# Aquarius Records
Aquarius Records незалежний звукозаписний лейбл заснований в Монреалі, Квебек, Канада в 1969 році. Першим президентом був Terry Flood, іншими засновниками лейблу були Donald Tarlton, Bob Lemm, Dan Lazare та Jack Lazare. Спочатку лебл випускав записи через інший лейбл ;- London Records of Canada. 
Одним з перших, що підписали контракт з лейблом був  гурт з міста Halifax назвою April Wine. April Wine випустили 12 студійних альбомів для Aquarius в період між 1970 і 1985 роками. Інші виконавці які розвивали лейбл протягом першого десятиліття були Монреальський  Walter Rossi та рок-гурт з міста Віндзор в Онтаріо під назвою Teaze. Хоча далі працювали з London Records of Canada, лейбл випускав записи ashmakhan, Freedom North, Ross Holloway, Roger Doucet, The Rabble та інших.
В 1978 році Aquarius Records змінили дистриб'ютора на Capitol-EMI і це було початком співпраці яка принесла April Wine світовий успіх. В 80-их роках з Aquarius працювали Corey Hart, Sass Jordan, Mindstorm, Sword and Myles Goodwyn також лейбл випускав альбоми The Stampeders та The Guess Who. За перші 20 років Aquarius було продано понад 5 мільйонів записів в Канаді, але виконавці лейблу продали таку ж суму в решті світу.
В 90-их роках зусилля Aquarius були спрямовані на запуск франкомовного  лейблу Tacca Musique який приніс, майже, миттєвий успіх таким виконавцям, як Kevin Parent та France D’Amour. В Aquarius з'явились нові виконавці Bif Naked та Serial Joe також був ліцензований запис Men Without Hats та Deep Purple. До кінця 90-х років у власність Aquarius Records перейшла Donald Tarlton (Donald K. Donald).
Починаючи з 2000  року Aquarius розпочав розширення за рахунок розвитку нових виді даних таких як DKD Disques (La Chicane, Danni Bedard) та шляхом створення спільних лейблів, таких як Last Gang Records (Metric, Crystal Castles, Mother Mother, Chromeo), Arts & Crafts International (Stars (Canadian band), Amy Millan), Indica Records (Les Trois Accords, Dobacaracol, Priestess), Mensa Music (Adam Gregory), Moving Units (Bless, Platinumberg). Найбільш продаваними новими виконавцями стали гурт Sum 41, та інші такі, як Danko Jones, Jeremy Fisher, Gob також Mark Berube приєднався до лейблу. Такожакож протягом цього періоду, він почав справу з дистрибуцією Unidisc Music.

## Список виконавців які коли-небудь співпрацювали з лейблом
| - All Systems Go! - April Wine - (The) Awesome Collective - Bobby Azoff - Bif Naked - Bronze - Brown Brigade - Gordie Brose - Cheeque - Corey Hart - Crescent Street Stompers - Crowned King - Deep Purple - Rich Dodson - Roger Doucet - The Dysfunctions - Eleven Thirty (11:30) - Evermore - Fat Man Waving - The Flyers - Freedom North - FUBAR: The Album\|FUBAR (саундтрек) - Lewis Furey - Fussy Cussy - Gob - Goldenhorse - Good Shirt - Myles Goodwyn - Adam Gregory (Mensa) - The Guess Who - Francois Guy | - Helix - Ross Holloway - Hot Springs - Hollowick - Hurricane Jane - Jade (Good Fences) - James, John & Francois - Jeremy Fisher - Jerry Jerry and the Sons of Rhythm Orchestra - Debbie Johnson - Danko Jones - Jorane - Sass Jordan - Keepin’ ‘em off the Street - Paul Leroux - Lindy - Liquid - Marble Hall - Mashmakhan - McAuley - John McDonald - Memphis (Good Fences) - Micro Maureen - Amy Millan (ACI) - Modern Man - Monkey House - Moonquake - Morse Code - Allan Nicholls - The Operation M.D. - Michel Pagliaro | - Pepper Tree - Pigeon-Hole - Pops Merrily - Peter Pringle - Jodie Resther - Chad Richardson - Hollowick (формально Rides Again) - Lindsay Robins - Johnny Rodgers - Walter Rossi - Rubberman - Saints and Sinners - Stevie Salas - Serial Joe - Sharp Edges - Silver - The Slip - Soma - Spek - The Stampeders - Stars (ACI) - Judi St. James - Sword - Sum 41 - The Tanuki Project - Tchukon - Teaze - Vann - Whindig - Winston |